# Aleksandrovac
Aleksandrovac (em cirílico: Александровац) é uma vila da Sérvia localizada no município de Aleksandrovac, pertencente ao distrito de Rasina, na região de Župa. A sua população era de 6265 habitantes segundo o censo de 2011.

## Demografia
| 1948 | 1953 | 1961 | 1971 | 1981 | 1991 | 2002 | 2011 |
| ---- | ---- | ---- | ---- | ---- | ---- | ---- | ---- |
| 1027 | 1153 | 1320 | 3067 | 5177 | 6354 | 6476 | 6265 |